# Historia de las transformaciones de Lorentz
La historia de las transformaciones de Lorentz comprende el desarrollo de las aplicaciones lineales que forman el grupo de Lorentz o grupo de Poincaré preservando el intervalo de Lorentz {\displaystyle -x_{0}^{2}+\cdots +x_{n}^{2}} y el producto interno de Minkowski {\displaystyle -x_{0}y_{0}+\cdots +x_{n}y_{n}}.
En matemáticas, las transformaciones equivalentes a lo que luego se conoció como transformaciones de Lorentz en varias dimensiones fueron discutidas en el siglo XIX en relación con la teoría de las formas cuadráticas, de la geometría hiperbólica, de la geometría de Möbius y de la geometría de la esfera, lo que está conectado con el hecho de que el grupo de movimientos en el espacio hiperbólico, la transformación de Möbius o grupo lineal proyectivo especial, y el grupo de Laguerre son isomorfos al grupo de Lorentz.
En física, las transformaciones de Lorentz se dieron a conocer a principios del siglo XX, cuando se descubrió que exhibían la simetría de las ecuaciones de Maxwell. Posteriormente, se volvieron fundamentales para toda la física, porque formaron la base de la teoría de la relatividad especial en la que muestran la simetría del espacio-tiempo de Minkowski, haciendo que la velocidad de la luz sea invariante entre diferentes sistemas inerciales. Relacionan las coordenadas espacio-temporales de dos marcos de referencia inerciales arbitrarios con velocidad relativa constante v. En un marco de referencia, la posición de un evento está dada por x,y,z y el tiempo t, mientras que en el otro el mismo evento tiene coordenadas x',y',z'  y t'.

## Antecedentes matemáticos
Utilizando los coeficientes de una matriz simétrica A, la forma bilineal asociada y una aplicación lineal en términos de una matriz de transformación g, se genera la transformación de Lorentz si se cumplen las siguientes condiciones:
{\displaystyle {\begin{matrix}{\begin{aligned}-x_{0}^{2}+\cdots +x_{n}^{2}&=-x_{0}^{\prime 2}+\dots +x_{n}^{\prime 2}\\-x_{0}y_{0}+\cdots +x_{n}y_{n}&=-x_{0}^{\prime }y_{0}^{\prime }+\cdots +x_{n}^{\prime }y_{n}^{\prime }\end{aligned}}\\\hline {\begin{matrix}\mathbf {x} '=\mathbf {g} \cdot \mathbf {x} \\\mathbf {x} =\mathbf {g} ^{-1}\cdot \mathbf {x} '\end{matrix}}\\\hline {\begin{matrix}{\begin{aligned}\mathbf {A} \cdot \mathbf {g} ^{\mathrm {T} }\cdot \mathbf {A} &=\mathbf {g} ^{-1}\\\mathbf {g} ^{\rm {T}}\cdot \mathbf {A} \cdot \mathbf {g} &=\mathbf {A} \\\mathbf {g} \cdot \mathbf {A} \cdot \mathbf {g} ^{\mathrm {T} }&=\mathbf {A} \end{aligned}}\end{matrix}}\\\hline \mathbf {A} ={\rm {diag}}(-1,1,\dots ,1)\\\det \mathbf {g} =\pm 1\end{matrix}}}
Este conjunto forma un grupo ortonormal generalizado llamado grupo de Lorentz O(1,n), mientras que el caso det g=+1 forma el grupo de Lorentz restringido SO(1,n). La forma cuadrática se convierte en el intervalo de Lorentz en términos de un forma cuadrática indefinida del espacio de Minkowski (siendo un caso especial de espacio pseudoeuclídeo), y la forma bilineal asociada se convierte en el producto interno de Minkowski. Mucho antes del advenimiento de la relatividad especial se usaba en temas como la métrica de Cayley-Klein, el modelo hiperboloide y otros modelos de geometría hiperbólica, cálculo de funciones elípticas e integrales, transformación de formas cuadráticas indefinidas, contracciones de la hipérbola, teoría de grupos, transformación de Möbius, transformación de ondas esféricas, transformación de la ecuación de sine-Gordon, álgebra de bicuaterniones, números complejos hiperbólicos, álgebra de Clifford y otros.

## Electrodinámica y relatividad especial

### Descripción general
En la teoría de la relatividad especial, las transformaciones de Lorentz exhiben la simetría del espacio-tiempo de Minkowski mediante el uso de una constante c como la velocidad de la luz y un parámetro v como la velocidad relativa entre dos sistemas de referencia inerciales. Usando las condiciones anteriores, la transformación de Lorentz en 3+1 dimensiones asume la forma:
{\displaystyle {\begin{matrix}-c^{2}t^{2}+x^{2}+y^{2}+z^{2}=-c^{2}t^{\prime 2}+x^{\prime 2}+y^{\prime 2}+z^{\prime 2}\\\hline \left.{\begin{aligned}t'&=\gamma \left(t-x{\frac {v}{c^{2}}}\right)\\x'&=\gamma (x-vt)\\y'&=y\\z'&=z\end{aligned}}\right|{\begin{aligned}t&=\gamma \left(t'+x{\frac {v}{c^{2}}}\right)\\x&=\gamma (x'+vt')\\y&=y'\\z&=z'\end{aligned}}\end{matrix}}\Rightarrow {\begin{aligned}(ct'+x')&=(ct+x){\sqrt {\frac {c+v}{c-v}}}\\(ct'-x')&=(ct-x){\sqrt {\frac {c-v}{c+v}}}\end{aligned}}}
En física, Voigt (1887) había introducido transformaciones análogas relacionadas con un medio incompresible, y Heaviside (1888), Thomson (1889), Searle (1896) y Lorentz (1892, 1895), quienes analizaron las ecuaciones de Maxwell. Estos trabajos fueron completados por Larmor (1897, 1900) y Lorentz (1899, 1904); y Poincaré (1905) los llevó a su forma moderna, dándole a la transformación el nombre de Lorentz. Finalmente, Einstein (1905) demostró en su desarrollo de la teoría de la relatividad especial que las transformaciones se derivan únicamente del principio de relatividad y la velocidad constante de la luz modificando los conceptos tradicionales de espacio y tiempo, sin necesidad de recurrir al éter como medio de transmisión de la luz, a diferencia de lo que habían considerado en sus trabajos Lorentz y Poincaré. Minkowski (1907-1908) usó estas transformaciones para argumentar que el espacio y el tiempo están inseparablemente conectados en lo que pasó a denominarse el espacio-tiempo.
Con respecto a las representaciones especiales de las transformaciones de Lorentz, Minkowski (1907-1908) y Sommerfeld (1909) usaron funciones trigonométricas imaginarias, Frank (1909) y Varićak (1910) usaron funciones hiperbólicas, Bateman y Cunningham (1909-1910) usaron transformación de ondas esféricas, Herglotz (1909-10) usó transformaciones de Möbius, Plummer (1910) y Gruner (1921) usaron impulsos trigonométricos de Lorentz, Ignatowski (1910) dedujo las transformaciones sin el postulado de la velocidad de la luz, Noether (1910) y Klein (1910) como también Conway (1911) y Silberstein (1911) usaron bicuaterniones, Ignatowski (1910/11), Herglotz (1911), y otros usaron transformaciones vectoriales válidas en direcciones arbitrarias, y por último, Borel (1913-14) usó el parámetro de Cayley-Hermite.

### Voigt (1887)
Woldemar Voigt (1887) desarrolló una transformación en relación con el efecto Doppler y un medio incompresible, que con notación moderna toma la forma siguiente:
{\displaystyle {\begin{matrix}{\text{original}}&{\text{moderno}}\\\hline \left.{\begin{aligned}\xi _{1}&=x_{1}-\varkappa t\\\eta _{1}&=y_{1}q\\\zeta _{1}&=z_{1}q\\\tau &=t-{\frac {\varkappa x_{1}}{\omega ^{2}}}\\q&={\sqrt {1-{\frac {\varkappa ^{2}}{\omega ^{2}}}}}\end{aligned}}\right|&{\begin{aligned}x^{\prime }&=x-vt\\y^{\prime }&={\frac {y}{\gamma }}\\z^{\prime }&={\frac {z}{\gamma }}\\t^{\prime }&=t-{\frac {vx}{c^{2}}}\\{\frac {1}{\gamma }}&={\sqrt {1-{\frac {v^{2}}{c^{2}}}}}\end{aligned}}\end{matrix}}}
Si los lados derechos de sus ecuaciones se multiplican por γ, se obtiene la transformación moderna de Lorentz. En la teoría de Voigt, la velocidad de la luz es invariante, pero sus transformaciones mezclan un impulso relativista junto con una reescalación del espacio-tiempo. Los fenómenos ópticos en el espacio libre son escalables, conformes e invariantes de Lorentz, por lo que su combinación también es invariante. Por ejemplo, las transformaciones de Lorentz se pueden ampliar usando el factor {\displaystyle l}:
{\displaystyle x^{\prime }=\gamma l\left(x-vt\right),\quad y^{\prime }=ly,\quad z^{\prime }=lz,\quad t^{\prime }=\gamma l\left(t-x{\frac {v}{c^{2}}}\right)}.
l=1/γ da la transformación de Voigt, que cuando l=1 da la transformación de Lorentz. Pero las transformaciones de escala no son una simetría de todas las leyes de la naturaleza, solo del electromagnetismo, por lo que estas transformaciones no pueden usarse para formular un principio de relatividad en general. Poincaré y Einstein demostraron que hay que establecer l=1 para hacer simétrica la transformación anterior y formar un grupo como lo exige el principio de relatividad, por lo que la transformación de Lorentz es la única opción viable.
Voigt envió su artículo de 1887 a Lorentz en 1908, y fue reconocido en 1909: 

En un artículo titulado "Über das Doppler'sche Princip", publicado en 1887 (Gött. Nachrichten, p. 41) y que, lamentablemente, ha pasado desapercibido durante todos estos años, Voigt ha aplicado ecuaciones de la forma (7) (§ 3 de este libro) [es decir, {\displaystyle \Delta \Psi -{\tfrac {1}{c^{2}}}^{2}t^{2}=0}], una transformación equivalente a las fórmulas (287) y (288) [es decir, {\displaystyle x^{\prime }=\gamma l\left(x-vt\right),\ y^{\prime }=ly,\ z^{\prime }=lz,\ t^{\prime }=\gamma l\left(t-{\tfrac {v}{c^{2}}}x\right)}]. Por lo tanto, la idea de las transformaciones utilizadas anteriormente (y en el § 44) podría haber sido tomada prestada de Voigt y la prueba de que no altera la forma de las ecuaciones para el éter "libre" está contenida en su artículo.

También Hermann Minkowski dijo en 1908 que las transformaciones que desempeñan el papel principal en el principio de la relatividad fueron examinadas por primera vez por Voigt en 1887. Voigt respondió en el mismo artículo diciendo que su teoría se basaba en una teoría elástica de la luz, no en una teoría electromagnética. Sin embargo, concluyó que algunos resultados eran en realidad los mismos.

### Heaviside (1888), Thomson (1889), Searle (1896)
En 1888, Oliver Heaviside investigó las propiedades de las cargas en movimiento según la electrodinámica de Maxwell. Calculó, entre otras cosas, las anisotropías en el campo eléctrico de los cuerpos en movimiento representados por esta fórmula:
{\displaystyle \mathrm {E} =\left({\frac {q\mathrm {r} }{r^{2}}}\right)\left(1-{\frac {v^{2}\sin ^{2}\theta }{c^{2}}}\right)^{-3/2}}.
En consecuencia, Joseph John Thomson (1889) encontró una manera de simplificar sustancialmente los cálculos relativos a cargas en movimiento mediante el uso de la siguiente transformación matemática (al igual que otros autores como Lorentz o Larmor, también Thomson utilizó implícitamente la transformación de Galileo z-vt en su ecuación):
{\displaystyle {\begin{matrix}{\text{original}}&{\text{moderno}}\\\hline \left.{\begin{aligned}z&=\left\{1-{\frac {\omega ^{2}}{v^{2}}}\right\}^{\frac {1}{2}}z'\end{aligned}}\right|&{\begin{aligned}z^{\ast }=z-vt&={\frac {z'}{\gamma }}\end{aligned}}\end{matrix}}}
De este modo, las ecuaciones de onda electromagnética no homogéneas se transforman en una ecuación de Poisson. Finalmente, George Frederick Charles Searle señaló en (1896) que la expresión de Heaviside conduce a una deformación de los campos eléctricos a la que llamó "Elipsoide de Heaviside" de razón axial:
{\displaystyle {\begin{matrix}{\text{original}}&{\text{moderno}}\\\hline \left.{\begin{aligned}&{\sqrt {\alpha }}:1:1\\\alpha =&1-{\frac {u^{2}}{v^{2}}}\end{aligned}}\right|&{\begin{aligned}&{\frac {1}{\gamma }}:1:1\\{\frac {1}{\gamma ^{2}}}&=1-{\frac {v^{2}}{c^{2}}}\end{aligned}}\end{matrix}}}

### Lorentz (1892, 1895)
Para explicar la aberración de la luz y el resultado del experimento de Fizeau de acuerdo con las ecuaciones de Maxwell, Lorentz desarrolló en 1892 un modelo (conocido como teoría del éter de Lorentz) en el que el éter está completamente inmóvil y la velocidad de la luz en el éter es constante en todas las direcciones. Para calcular la óptica de los cuerpos en movimiento, Lorentz introdujo las siguientes cantidades para transformar el sistema del éter en un sistema en movimiento (se desconoce si fue influenciado por Voigt, Heaviside y Thomson):
{\displaystyle {\begin{matrix}{\text{original}}&{\text{moderno}}\\\hline \left.{\begin{aligned}{\mathfrak {x}}&={\frac {V}{\sqrt {V^{2}-p^{2}}}}x\\t'&=t-{\frac {\varepsilon }{V}}{\mathfrak {x}}\\\varepsilon &={\frac {p}{\sqrt {V^{2}-p^{2}}}}\end{aligned}}\right|&{\begin{aligned}x^{\prime }&=\gamma x^{\ast }=\gamma (x-vt)\\t^{\prime }&=t-{\frac {\gamma ^{2}vx^{\ast }}{c^{2}}}=\gamma ^{2}\left(t-{\frac {vx}{c^{2}}}\right)\\\gamma {\frac {v}{c}}&={\frac {v}{\sqrt {c^{2}-v^{2}}}}\end{aligned}}\end{matrix}}}
donde x* es la transformación de Galileo x-vt. Excepto el γ adicional en la transformación del tiempo, esta es la transformación de Lorentz completa. Mientras que t es el tiempo "verdadero" para los observadores que descansan en el éter, t′ es una variable auxiliar solo para calcular procesos en los sistemas en movimiento. También es importante que Lorentz y más tarde también Larmor formularan esta transformación en dos pasos. Al principio una transformación galileana implícita y más tarde la ampliación al sistema electromagnético "ficticio" con ayuda de la transformación de Lorentz. Para explicar el resultado negativo del experimento de Michelson y Morley, (1892b) introdujo la hipótesis adicional de que también las fuerzas intermoleculares se ven afectadas de manera similar e introdujo la contracción de Lorentz en su teoría (sin pruebas, como él mismo admitió). La misma hipótesis había sido formulada previamente por George FitzGerald en 1889 basándose en el trabajo de Heaviside. Si bien para Lorentz la contracción de la longitud era un efecto físico real, consideraba la transformación del tiempo solo como una hipótesis de trabajo heurística y una convención matemática.
En 1895, Lorentz desarrolló aún más su teoría e introdujo el "teorema de los estados correspondientes". Este teorema establece que un observador en movimiento (en relación con el éter) en su campo "ficticio" hace las mismas observaciones que un observador en reposo en su campo "real" para velocidades de primer orden en "v/c". Lorentz demostró que las dimensiones de los sistemas electrostáticos en el éter y en un marco móvil están conectadas por esta transformación:
{\displaystyle {\begin{matrix}{\text{original}}&{\text{moderno}}\\\hline \left.{\begin{aligned}x&=x^{\prime }{\sqrt {1-{\frac {{\mathfrak {p}}^{2}}{V^{2}}}}}\\y&=y^{\prime }\\z&=z^{\prime }\\t&=t^{\prime }\end{aligned}}\right|&{\begin{aligned}x^{\ast }=x-vt&={\frac {x^{\prime }}{\gamma }}\\y&=y^{\prime }\\z&=z^{\prime }\\t&=t^{\prime }\end{aligned}}\end{matrix}}}
Para resolver problemas ópticos, utilizó la siguiente transformación, en la que llamó a la variable de tiempo modificada "hora local" (en alemán: Ortszeit):
{\displaystyle {\begin{matrix}{\text{original}}&{\text{moderno}}\\\hline \left.{\begin{aligned}x&=\mathrm {x} -{\mathfrak {p}}_{x}t\\y&=\mathrm {y} -{\mathfrak {p}}_{y}t\\z&=\mathrm {z} -{\mathfrak {p}}_{z}t\\t^{\prime }&=t-{\frac {{\mathfrak {p}}_{x}}{V^{2}}}x-{\frac {{\mathfrak {p}}_{y}}{V^{2}}}y-{\frac {{\mathfrak {p}}_{z}}{V^{2}}}z\end{aligned}}\right|&{\begin{aligned}x^{\prime }&=x-v_{x}t\\y^{\prime }&=y-v_{y}t\\z^{\prime }&=z-v_{z}t\\t^{\prime }&=t-{\frac {v_{x}}{c^{2}}}x'-{\frac {v_{y}}{c^{2}}}y'-{\frac {v_{z}}{c^{2}}}z'\end{aligned}}\end{matrix}}}
Con este concepto Lorentz podría explicar el efecto Doppler, la aberración de la luz y el experimento de Fizeau.

### Larmor (1897, 1900)
En 1897, Larmor amplió el trabajo de Lorentz y dedujo la siguiente transformación:
{\displaystyle {\begin{matrix}{\text{original}}&{\text{moderno}}\\\hline \left.{\begin{aligned}x_{1}&=x\varepsilon ^{\frac {1}{2}}\\y_{1}&=y\\z_{1}&=z\\t^{\prime }&=t-vx/c^{2}\\dt_{1}&=dt^{\prime }\varepsilon ^{-{\frac {1}{2}}}\\\varepsilon &=\left(1-v^{2}/c^{2}\right)^{-1}\end{aligned}}\right|&{\begin{aligned}x_{1}&=\gamma x^{\ast }=\gamma (x-vt)\\y_{1}&=y\\z_{1}&=z\\t^{\prime }&=t-{\frac {vx^{\ast }}{c^{2}}}=t-{\frac {v(x-vt)}{c^{2}}}\\dt_{1}&={\frac {dt^{\prime }}{\gamma }}\\\gamma ^{2}&={\frac {1}{1-{\frac {v^{2}}{c^{2}}}}}\end{aligned}}\end{matrix}}}
Señaló que si se supone que la constitución de las moléculas es eléctrica, entonces la contracción de FitzGerald-Lorentz es una consecuencia de esta transformación, explicando el experimento de Michelson y Morley. Es notable que Larmor fue el primero en reconocer que algún tipo de dilatación del tiempo también es una consecuencia de esta transformación, porque "los electrones individuales describen partes correspondientes de sus órbitas en tiempos más cortos para el sistema [resto] en la proporción 1/γ". Larmor escribió sus ecuaciones y transformaciones electrodinámicas ignorando términos de orden superior a (v/c)2. Cuando su artículo de 1897 se reimprimió en 1929, Larmor añadió el siguiente comentario en el que describía cómo se pueden hacer válidos para todos los órdenes de v/c:

No es necesario descuidar nada: la transformación es exacta si v/c2 se reemplaza por εv/c2 en las ecuaciones y también en el cambio que sigue de t a t′, como se explica en Aether and Matter (1900), p. 168, y cómo Lorentz descubrió que lo era en 1904, estimulando así los esquemas modernos de la relatividad relacional intrínseca.

De acuerdo con ese comentario, en su libro Aether and Matter publicado en 1900, Larmor utilizó una hora local modificada t″=t′-εvx′/c2 en lugar de la expresión de 1897 t′=t-vx/c2 reemplazando v/c2 por εv/c2, de modo que t′′ es ahora idéntica a la dada por Lorentz en 1892, que combinó con una transformación galileana para las coordenadas x′, y′, z′, t′:
{\displaystyle {\begin{matrix}{\text{original}}&{\text{moderno}}\\\hline \left.{\begin{aligned}x^{\prime }&=x-vt\\y^{\prime }&=y\\z^{\prime }&=z\\t^{\prime }&=t\\t^{\prime \prime }&=t^{\prime }-\varepsilon vx^{\prime }/c^{2}\end{aligned}}\right|&{\begin{aligned}x^{\prime }&=x-vt\\y^{\prime }&=y\\z^{\prime }&=z\\t^{\prime }&=t\\t^{\prime \prime }=t^{\prime }-{\frac {\gamma ^{2}vx^{\prime }}{c^{2}}}&=\gamma ^{2}\left(t-{\frac {vx}{c^{2}}}\right)\end{aligned}}\end{matrix}}}
Larmor sabía que el experimento de Michelson y Morley era lo suficientemente preciso como para detectar un efecto del movimiento que dependía del factor (v/c)2, por lo que buscó transformaciones que fueran "precisas de segundo orden" (como dijo él). Así escribió las transformaciones finales (donde x′=x-vt y t″ como se indica arriba) como:
{\displaystyle {\begin{matrix}{\text{original}}&{\text{moderno}}\\\hline \left.{\begin{aligned}x_{1}&=\varepsilon ^{\frac {1}{2}}x^{\prime }\\y_{1}&=y^{\prime }\\z_{1}&=z^{\prime }\\dt_{1}&=\varepsilon ^{-{\frac {1}{2}}}dt^{\prime \prime }=\varepsilon ^{-{\frac {1}{2}}}\left(dt^{\prime }-{\frac {v}{c^{2}}}\varepsilon dx^{\prime }\right)\\t_{1}&=\varepsilon ^{-{\frac {1}{2}}}t^{\prime }-{\frac {v}{c^{2}}}\varepsilon ^{\frac {1}{2}}x^{\prime }\end{aligned}}\right|&{\begin{aligned}x_{1}&=\gamma x^{\prime }=\gamma (x-vt)\\y_{1}&=y'=y\\z_{1}&=z'=z\\dt_{1}&={\frac {dt^{\prime \prime }}{\gamma }}={\frac {1}{\gamma }}\left(dt^{\prime }-{\frac {\gamma ^{2}vdx^{\prime }}{c^{2}}}\right)=\gamma \left(dt-{\frac {vdx}{c^{2}}}\right)\\t_{1}&={\frac {t^{\prime }}{\gamma }}-{\frac {\gamma vx^{\prime }}{c^{2}}}=\gamma \left(t-{\frac {vx}{c^{2}}}\right)\end{aligned}}\end{matrix}}}
por lo que llegó a la transformación completa de Lorentz. Larmor demostró que las ecuaciones de Maxwell eran invariantes bajo esta transformación de dos pasos, "de segundo orden en v/c". Más tarde, Lorentz (1904) y Poincaré (1905) demostraron que de hecho son invariantes bajo esta transformación respecto a todos los órdenes de v/c.
Larmor dio crédito a Lorentz en dos artículos publicados en 1904, en los que utilizó el término "transformación de Lorentz" para las transformaciones de coordenadas y configuraciones de campo de primer orden de Lorentz:

p. 583: [..] La transformación de Lorentz para pasar del campo de actividad de un sistema material electrodinámico estacionario al de uno que se mueve con velocidad de traslación uniforme a través del éter. 
 pág. 585: [..] la transformación de Lorentz nos ha mostrado lo que no es tan inmediatamente obvio [..] 
 p. 622: [..] la transformación desarrollada por primera vez por Lorentz: es decir, cada punto en el espacio debe tener su propio origen a partir del cual se mide el tiempo, su "tiempo local" en la fraseología de Lorentz, y luego los valores de los vectores eléctrico y magnético. [..] en todos los puntos del éter entre las moléculas del sistema en reposo, son los mismos que los de los vectores [..] en los puntos correspondientes del sistema convectivo en los mismos tiempos locales.

### Lorentz (1899, 1904)
También Lorentz amplió su teorema de los estados correspondientes en 1899. Primero escribió una transformación equivalente a la de 1892 (de nuevo, x* debe ser reemplazada por x-vt):
{\displaystyle {\begin{matrix}{\text{original}}&{\text{moderno}}\\\hline \left.{\begin{aligned}x^{\prime }&={\frac {V}{\sqrt {V^{2}-{\mathfrak {p}}_{x}^{2}}}}x\\y^{\prime }&=y\\z^{\prime }&=z\\t^{\prime }&=t-{\frac {{\mathfrak {p}}_{x}}{V^{2}-{\mathfrak {p}}_{x}^{2}}}x\end{aligned}}\right|&{\begin{aligned}x^{\prime }&=\gamma x^{\ast }=\gamma (x-vt)\\y^{\prime }&=y\\z^{\prime }&=z\\t^{\prime }&=t-{\frac {\gamma ^{2}vx^{\ast }}{c^{2}}}=\gamma ^{2}\left(t-{\frac {vx}{c^{2}}}\right)\end{aligned}}\end{matrix}}}
Luego introdujo un factor ε del cual dijo que no tenía medios para determinarlo, y modificó su transformación de la siguiente manera (donde debe insertarse el valor anterior de t′):
{\displaystyle {\begin{matrix}{\text{original}}&{\text{moderno}}\\\hline \left.{\begin{aligned}x&={\frac {\varepsilon }{k}}x^{\prime \prime }\\y&=\varepsilon y^{\prime \prime }\\z&=\varepsilon x^{\prime \prime }\\t^{\prime }&=k\varepsilon t^{\prime \prime }\\k&={\frac {V}{\sqrt {V^{2}-{\mathfrak {p}}_{x}^{2}}}}\end{aligned}}\right|&{\begin{aligned}x^{\ast }=x-vt&={\frac {\varepsilon }{\gamma }}x^{\prime \prime }\\y&=\varepsilon y^{\prime \prime }\\z&=\varepsilon z^{\prime \prime }\\t^{\prime }=\gamma ^{2}\left(t-{\frac {vx}{c^{2}}}\right)&=\gamma \varepsilon t^{\prime \prime }\\\gamma &={\frac {1}{\sqrt {1-{\frac {v^{2}}{c^{2}}}}}}\end{aligned}}\end{matrix}}}
Esto equivale a la transformación de Lorentz completa cuando se resuelve para x′′ y t′′ y con ε=1. Al igual que Larmor, Lorentz notó en 1899 también una especie de efecto de dilatación del tiempo en relación con la frecuencia de los electrones oscilantes "que en S el tiempo de las vibraciones es kε veces mayor que en S0 ", donde S0 es el sistema de referencia del éter.
En 1904 reescribió las ecuaciones de la siguiente forma estableciendo l=1/ε (nuevamente, x* debe reemplazarse por x-vt):
{\displaystyle {\begin{matrix}{\text{original}}&{\text{moderno}}\\\hline \left.{\begin{aligned}x^{\prime }&=klx\\y^{\prime }&=ly\\z^{\prime }&=lz\\t'&={\frac {l}{k}}t-kl{\frac {w}{c^{2}}}x\end{aligned}}\right|&{\begin{aligned}x^{\prime }&=\gamma lx^{\ast }=\gamma l(x-vt)\\y^{\prime }&=ly\\z^{\prime }&=lz\\t^{\prime }&={\frac {lt}{\gamma }}-{\frac {\gamma lvx^{\ast }}{c^{2}}}=\gamma l\left(t-{\frac {vx}{c^{2}}}\right)\end{aligned}}\end{matrix}}}
Bajo el supuesto de que l=1 cuando v=0, demostró que l=1 debe ser el caso en todas las velocidades, por lo tanto, la contracción de longitud solo puede surgir en la línea de movimiento. Entonces, al establecer el factor l en la unidad, las transformaciones de Lorentz asumieron entonces la misma forma que las de Larmor y quedaron completadas. A diferencia de Larmor, que se limitó a mostrar la covarianza de las ecuaciones de Maxwell hasta el segundo orden, Lorentz intentó ampliar su covarianza a todos los órdenes de v/c. También dedujo las fórmulas correctas para la dependencia de la velocidad de la masa electromagnética y concluyó que las fórmulas de transformación deben aplicarse a todas las fuerzas de la naturaleza, no solo a las eléctricas. Sin embargo, no logró la covarianza total de las ecuaciones de transformación para la densidad de carga y la velocidad. Cuando el artículo de 1904 se reimprimió en 1913, Lorentz añadió la siguiente observación:

Se notará que en este trabajo las ecuaciones de transformación de la Teoría de la Relatividad de Einstein no se han alcanzado del todo. [..] De esta circunstancia depende la torpeza de muchas de las consideraciones posteriores de este trabajo.

La transformación de Lorentz de 1904 fue citada y utilizada por Alfred Bucherer en julio de 1904:
{\displaystyle x^{\prime }={\sqrt {s}}x,\quad y^{\prime }=y,\quad z^{\prime }=z,\quad t'={\frac {t}{\sqrt {s}}}-{\sqrt {s}}{\frac {u}{v^{2}}}x,\quad s=1-{\frac {u^{2}}{v^{2}}}}
o por Wilhelm Wien en julio de 1904:
{\displaystyle x=kx',\quad y=y',\quad z=z',\quad t'=kt-{\frac {v}{kc^{2}}}x}
o por Emil Cohn en noviembre de 1904 (estableciendo la velocidad de la luz en la unidad):
{\displaystyle x={\frac {x_{0}}{k}},\quad y=y_{0},\quad z=z_{0},\quad t=kt_{0},\quad t_{1}=t_{0}-w\cdot r_{0},\quad k^{2}={\frac {1}{1-w^{2}}}}
o por Richard Gans en febrero de 1905:
{\displaystyle x^{\prime }=kx,\quad y^{\prime }=y,\quad z^{\prime }=z,\quad t'={\frac {t}{k}}-{\frac {kwx}{c^{2}}},\quad k^{2}={\frac {c^{2}}{c^{2}-w^{2}}}}

### Poincaré (1900, 1905)

#### Hora local
Ni Lorentz ni Larmor dieron una interpretación física clara del origen de la hora local. Sin embargo, Henri Poincaré en 1900 realizó un comentario sobre el origen de la "maravillosa invención" de la hora local de Lorentz. Remarcó que surgió cuando los relojes en un sistema de referencia en movimiento se sincronizan mediante el intercambio de señales que se supone viajan con la misma velocidad {\displaystyle c} en ambas direcciones, lo que lleva a lo que hoy se llama relatividad de la simultaneidad, aunque el cálculo de Poincaré no implica contracción de la longitud o dilatación del tiempo. Para sincronizar los relojes aquí en la Tierra (en el marco x*, t*), se envía una señal luminosa de un reloj (en el origen) a otro (en x*), y se devuelve. Se supone que la Tierra se mueve con velocidad v en la dirección x (= x*-dirección) en algún sistema en reposo (x, t) (es decir, el sistema del éter para Lorentz y Larmor). El tiempo de recorrido hacia el exterior es
{\displaystyle \delta t_{a}={\frac {x^{\ast }}{\left(c-v\right)}}}
y el tiempo de recorrido de regreso es
{\displaystyle \delta t_{b}={\frac {x^{\ast }}{\left(c+v\right)}}}.
El tiempo transcurrido en el reloj cuando se devuelve la señal es δta+δtb y el tiempo t*=(δta+δtb)/2 se atribuye al momento en que la señal luminosa alcanzó el reloj distante. En el marco en reposo, el tiempo t=δta se atribuye a ese mismo instante. Algo de álgebra proporciona la relación entre las diferentes coordenadas de tiempo atribuidas al momento en el que se devuelve la señal. De este modo:
{\displaystyle t^{\ast }=t-{\frac {\gamma ^{2}vx^{*}}{c^{2}}}}
expresión idéntica a la de Lorentz (1892). Al eliminar el factor γ2 bajo el supuesto de que {\displaystyle {\tfrac {v^{2}}{c^{2}}}\ll 1}, Poincaré dio el resultado t*=t-vx*/c2, que es la forma utilizada por Lorentz en 1895.
Posteriormente, Emil Cohn (1904), y Max Abraham (1905) dieron interpretaciones físicas similares de la hora local.

#### Transformación de Lorentz
El 5 de junio de 1905 (publicado el 9 de junio) Poincaré formuló ecuaciones de transformación que son algebraicamente equivalentes a las de Larmor y Lorentz y les dio la forma moderna:
{\displaystyle {\begin{aligned}x^{\prime }&=kl(x+\varepsilon t)\\y^{\prime }&=ly\\z^{\prime }&=lz\\t'&=kl(t+\varepsilon x)\\k&={\frac {1}{\sqrt {1-\varepsilon ^{2}}}}\end{aligned}}}.
Al parecer Poincaré desconocía las aportaciones de Larmor, porque solo mencionó a Lorentz y por ello utilizó por primera vez el nombre de "transformación de Lorentz". Estableció la velocidad de la luz en la unidad, señaló las características del grupo de la transformación estableciendo l=1 y modificó/corrigió la deducción de Lorentz de las ecuaciones de la electrodinámica en algunos detalles para satisfacer completamente el principio de relatividad, es decir, haciéndolas completamente covariantes de Lorentz.
En julio de 1905 (publicado en enero de 1906) Poincaré mostró en detalle cómo las transformaciones y ecuaciones electrodinámicas son consecuencia del principio de mínima acción. También demostró con más detalle las características del grupo de la transformación, a la que llamó grupo de Lorentz, y demostró que la combinación x2+y2+z2-t2 es invariante. Se dio cuenta de que la transformación de Lorentz es simplemente una rotación en un espacio de cuatro dimensiones alrededor del origen al introducir {\displaystyle ct{\sqrt {-1}}} como una cuarta coordenada imaginaria, una de las primeras aplicaciones de un cuadrivector. También completó la fórmula de la suma de velocidades, que ya había deducido en cartas inéditas a Lorentz de mayo de 1905:
{\displaystyle \xi '={\frac {\xi +\varepsilon }{1+\xi \varepsilon }},\ \eta '={\frac {\eta }{k(1+\xi \varepsilon )}}}.

### Einstein (1905) - Relatividad especial
El 30 de junio de 1905 (publicado en septiembre de 1905), Einstein publicó lo que ahora se llama la teoría de la relatividad especial y dio una nueva deducción de la transformación, que se basaba únicamente en el principio de la relatividad y el principio de la constancia de la velocidad de la luz. Mientras que Lorentz consideraba que la "hora local" era una convención matemática para explicar el experimento de Michelson y Morley, Einstein demostró que las coordenadas dadas por la transformación de Lorentz eran de hecho las coordenadas inerciales de sistemas de referencia móviles entre sí. Para cantidades de primer orden en v/c, Poincaré también hizo esto en 1900, mientras que Einstein dedujo la transformación completa mediante este método. A diferencia de Lorentz y Poincaré, que todavía distinguían entre el tiempo real en el éter y el tiempo aparente para los observadores en movimiento, Einstein demostró que las transformaciones se aplicaban a la cinemática de los sistemas de referencia en movimiento.
La notación para esta transformación es equivalente a la de Poincaré de 1905, excepto en que Einstein no estableció la velocidad de la luz en la unidad:
{\displaystyle {\begin{aligned}\tau &=\beta \left(t-{\frac {v}{V^{2}}}x\right)\\\xi &=\beta (x-vt)\\\eta &=y\\\zeta &=z\\\beta &={\frac {1}{\sqrt {1-\left({\frac {v}{V}}\right)^{2}}}}\end{aligned}}}
Einstein también definió la fórmula de la suma de velocidades:
{\displaystyle {\begin{matrix}x={\frac {w_{\xi }+v}{1+{\frac {vw_{\xi }}{V^{2}}}}}t,\ y={\frac {\sqrt {1-\left({\frac {v}{V}}\right)^{2}}}{1+{\frac {vw_{\xi }}{V^{2}}}}}w_{\eta }t\\U^{2}=\left({\frac {dx}{dt}}\right)^{2}+\left({\frac {dy}{dt}}\right)^{2},\ w^{2}=w_{\xi }^{2}+w_{\eta }^{2},\ \alpha =\operatorname {arctg} {\frac {w_{y}}{w_{x}}}\\U={\frac {\sqrt {\left(v^{2}+w^{2}+2vw\cos \alpha \right)-\left({\frac {vw\sin \alpha }{V}}\right)^{2}}}{1+{\frac {vw\cos \alpha }{V^{2}}}}}\end{matrix}}\left|{\begin{matrix}{\frac {u_{x}-v}{1-{\frac {u_{x}v}{V^{2}}}}}=u_{\xi }\\{\frac {u_{y}}{\beta \left(1-{\frac {u_{x}v}{V^{2}}}\right)}}=u_{\eta }\\{\frac {u_{z}}{\beta \left(1-{\frac {u_{x}v}{V^{2}}}\right)}}=u_{\zeta }\end{matrix}}\right.}
y la fórmula de la aberración luminosa:
{\displaystyle \cos \varphi '={\frac {\cos \varphi -{\frac {v}{V}}}{1-{\frac {v}{V}}\cos \varphi }}}

### Minkowski (1907-1908) - Espacio-tiempo
El trabajo sobre el principio de la relatividad de Lorentz, Einstein y Planck, junto con el enfoque cuatridimensional de Poincaré, fueron elaborados aún más y combinados con el modelo hiperboloide por Hermann Minkowski en 1907 y 1908. Minkowski reformuló particularmente la electrodinámica en una forma cuatridimensional (denominada espacio-tiempo de Minkowski ). Por ejemplo, escribió x, y, z, it en la forma x1, x2, x3, x4. Al definir ψ como el ángulo de rotación alrededor del eje z, la transformación de Lorentz asume la forma (con c=1):
{\displaystyle {\begin{aligned}x'_{1}&=x_{1}\\x'_{2}&=x_{2}\\x'_{3}&=x_{3}\cos i\psi +x_{4}\sin i\psi \\x'_{4}&=-x_{3}\sin i\psi +x_{4}\cos i\psi \\\cos i\psi &={\frac {1}{\sqrt {1-q^{2}}}}\end{aligned}}}
Aunque Minkowski usó el número imaginario iψ, por una vez usó directamente tangentes hiperbólicas en la ecuación de la velocidad:
{\displaystyle -i\tan i\psi ={\frac {e^{\psi }-e^{-\psi }}{e^{\psi }+e^{-\psi }}}=q} con {\displaystyle \psi ={\frac {1}{2}}\ln {\frac {1+q}{1-q}}}.
La expresión de Minkowski también se puede escribir como ψ=atanh(q) y más tarde se llamó rapidez. También escribió la transformación de Lorentz en forma matricial:
{\displaystyle {\begin{matrix}x_{1}^{2}+x_{2}^{2}+x_{3}^{2}+x_{4}^{2}=x_{1}^{\prime 2}+x_{2}^{\prime 2}+x_{3}^{\prime 2}+x_{4}^{\prime 2}\\\left(x_{1}^{\prime }=x',\ x_{2}^{\prime }=y',\ x_{3}^{\prime }=z',\ x_{4}^{\prime }=it'\right)\\-x^{2}-y^{2}-z^{2}+t^{2}=-x^{\prime 2}-y^{\prime 2}-z^{\prime 2}+t^{\prime 2}\\\hline x_{h}=\alpha _{h1}x_{1}^{\prime }+\alpha _{h2}x_{2}^{\prime }+\alpha _{h3}x_{3}^{\prime }+\alpha _{h4}x_{4}^{\prime }\\\mathrm {A} =\mathrm {\left|{\begin{matrix}\alpha _{11},&\alpha _{12},&\alpha _{13},&\alpha _{14}\\\alpha _{21},&\alpha _{22},&\alpha _{23},&\alpha _{24}\\\alpha _{31},&\alpha _{32},&\alpha _{33},&\alpha _{34}\\\alpha _{41},&\alpha _{42},&\alpha _{43},&\alpha _{44}\end{matrix}}\right|,\ {\begin{aligned}{\bar {\mathrm {A} }}\mathrm {A} &=1\\\left(\det \mathrm {A} \right)^{2}&=1\\\det \mathrm {A} &=1\\\alpha _{44}&>0\end{aligned}}} \end{matrix}}}
Como representación gráfica de la transformación de Lorentz, introdujo el diagrama de Minkowski, que se convirtió en una herramienta estándar en libros de texto y artículos de investigación sobre la relatividad:

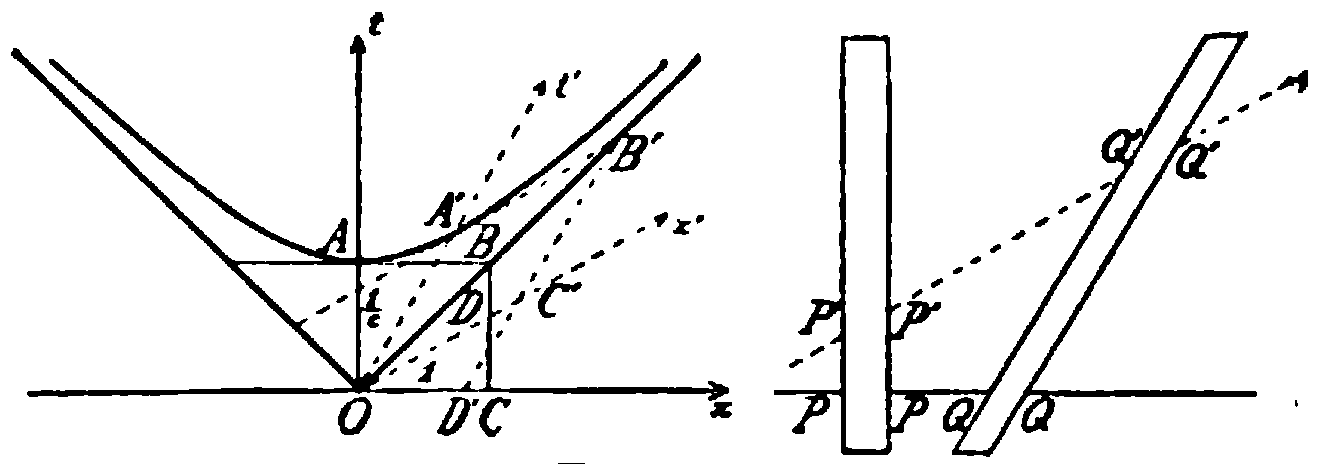
Diagrama espacio-temporal original de Minkowski (1908)

### Sommerfeld (1909) - Trigonometría
Utilizando una rapidez imaginaria como la de Minkowski, Arnold Sommerfeld (1909) formuló el impulso de Lorentz y la suma relativista de velocidades en términos de funciones trigonométricas y la ley esférica de los cosenos:.
{\displaystyle {\begin{matrix}\left.{\begin{array}{lrl}x'=&x\ \cos \varphi +l\ \sin \varphi ,&y'=y\\l'=&-x\ \sin \varphi +l\ \cos \varphi ,&z'=z\end{array}}\right\}\\\left(\operatorname {tg} \varphi =i\beta ,\ \cos \varphi ={\frac {1}{\sqrt {1-\beta ^{2}}}},\ \sin \varphi ={\frac {i\beta }{\sqrt {1-\beta ^{2}}}}\right)\\\hline \beta ={\frac {1}{i}}\operatorname {tg} \left(\varphi _{1}+\varphi _{2}\right)={\frac {1}{i}}{\frac {\operatorname {tg} \varphi _{1}+\operatorname {tg} \varphi _{2}}{1-\operatorname {tg} \varphi _{1}\operatorname {tg} \varphi _{2}}}={\frac {\beta _{1}+\beta _{2}}{1+\beta _{1}\beta _{2}}}\\\cos \varphi =\cos \varphi _{1}\cos \varphi _{2}-\sin \varphi _{1}\sin \varphi _{2}\cos \alpha \\v^{2}={\frac {v_{1}^{2}+v_{2}^{2}+2v_{1}v_{2}\cos \alpha -{\frac {1}{c^{2}}}v_{1}^{2}v_{2}^{2}\sin ^{2}\alpha }{\left(1+{\frac {1}{c^{2}}}v_{1}v_{2}\cos \alpha \right)^{2}}}\end{matrix}}}

### Frank (1909) - Funciones hiperbólicas
Philipp Frank (1909) utilizó funciones hiperbólicas, deduciendo la transformación de Lorentz mediante el uso de ψ como la rapidez:
{\displaystyle {\begin{matrix}x'=x\varphi (a)\,{\rm {ch}}\,\psi +t\varphi (a)\,{\rm {sh}}\,\psi \\t'=-x\varphi (a)\,{\rm {sh}}\,\psi +t\varphi (a)\,{\rm {ch}}\,\psi \\\hline {\rm {th}}\,\psi =-a,\ {\rm {sh}}\,\psi ={\frac {a}{\sqrt {1-a^{2}}}},\ {\rm {ch}}\,\psi ={\frac {1}{\sqrt {1-a^{2}}}},\ \varphi (a)=1\\\hline x'={\frac {x-at}{\sqrt {1-a^{2}}}},\ y'=y,\ z'=z,\ t'={\frac {-ax+t}{\sqrt {1-a^{2}}}}\end{matrix}}}

### Bateman y Cunningham (1909-1910) - Transformación de onda esférica
En línea con la investigación de Sophus Lie (1871) sobre la relación entre las transformaciones de una esfera con una coordenada de radio imaginario y transformaciones conformes 4D, Bateman y Cunningham (1909-1910) señalaron que al establecer u=ict como cuartas coordenadas imaginarias se pueden producir transformaciones conformes en el espacio-tiempo. No solo la forma cuadrática {\displaystyle \lambda \left(dx^{2}+dy^{2}+dz^{2}+du^{2}\right)}, sino también las ecuaciones de Maxwell son covariantes con respecto a estas transformaciones, independientemente de la elección de λ. Bateman llamó transformación de onda esférica a estas variantes de transformaciones conformes o de la esfera de Lie. Sin embargo, esta covarianza está restringida a ciertas áreas como la electrodinámica, mientras que la totalidad de las leyes naturales en sistemas de referencia inerciales es covariante bajo el grupo de Lorentz. En particular, al establecer λ=1, el grupo de Lorentz SO(1,3) puede verse como un subgrupo de 10 parámetros del grupo conforme del espacio-tiempo Con(1,3) de 15 parámetros.
Bateman (1910-12) también aludió a la identidad entre las transformaciones de inversión de Laguerre y Lorentz. En general, el isomorfismo entre el grupo de Laguerre y el grupo de Lorentz fue señalado por Élie Cartan (1912, 1915-55), Henri Poincaré (1912-21) y otros.

### Herglotz (1909/10) - Transformación de Möbius
Siguiendo a Felix Klein (1889-1897) y Fricke y Klein (1897) con respecto al movimiento hiperbólico absoluto de Cayley y su transformación, Gustav Herglotz (1909-10) clasificó las transformaciones de Lorentz de un parámetro como loxodrómicas, hiperbólicas, parabólicas y elípticas. El caso general (a la izquierda) y el caso hiperbólico equivalente a transformaciones de Lorentz o aplicaciones de compresión son los siguientes:
{\displaystyle \left.{\begin{matrix}z_{1}^{2}+z_{2}^{2}+z_{3}^{2}-z_{4}^{2}=0\\z_{1}=x,\ z_{2}=y,\ z_{3}=z,\ z_{4}=t\\Z={\frac {z_{1}+iz_{2}}{z_{4}-z_{3}}}={\frac {x+iy}{t-z}},\ Z'={\frac {x'+iy'}{t'-z'}}\\Z={\frac {\alpha Z'+\beta }{\gamma Z'+\delta }}\end{matrix}}\right|{\begin{matrix}Z=Z'e^{\vartheta }\\{\begin{aligned}x&=x',&t-z&=(t'-z')e^{\vartheta }\\y&=y',&t+z&=(t'+z')e^{-\vartheta }\end{aligned}}\end{matrix}}}

### Varićak (1910) - Funciones hiperbólicas
Después de Sommerfeld (1909), Vladimir Varićak utilizó funciones hiperbólicas en varios artículos a partir de 1910, que representaron las ecuaciones de la relatividad especial sobre la base de la geometría hiperbólica en términos de coordenadas de Weierstrass. Por ejemplo, al establecer l=ct y v/c=tanh(u) con u como rapidez, escribió la transformación de Lorentz como:
{\displaystyle {\begin{aligned}l'&=-x\operatorname {sh} u+l\operatorname {ch} u,\\x'&=x\operatorname {ch} u-l\operatorname {sh} u,\\y'&=y,\quad z'=z,\\\operatorname {ch} u&={\frac {1}{\sqrt {1-\left({\frac {v}{c}}\right)^{2}}}}\end{aligned}}}
y mostró la relación de la rapidez con la función de Gudermann y el ángulo de paralelismo:
{\displaystyle {\frac {v}{c}}=\operatorname {th} u=\operatorname {tg} \psi =\sin \operatorname {gd} (u)=\cos \Pi (u)}
También relacionó la adición de velocidad al teorema del coseno:
{\displaystyle {\begin{matrix}\operatorname {ch} {u}=\operatorname {ch} {u_{1}}\operatorname {c} h{u_{2}}+\operatorname {sh} {u_{1}}\operatorname {sh} {u_{2}}\cos \alpha \\\operatorname {ch} {u_{i}}={\frac {1}{\sqrt {1-\left({\frac {v_{i}}{c}}\right)^{2}}}},\ \operatorname {sh} {u_{i}}={\frac {v_{i}}{\sqrt {1-\left({\frac {v_{i}}{c}}\right)^{2}}}}\\v={\sqrt {v_{1}^{2}+v_{2}^{2}-\left({\frac {v_{1}v_{2}}{c}}\right)^{2}}}\ \left(a={\frac {\pi }{2}}\right)\end{matrix}}}
Posteriormente, otros autores como Edmund Whittaker (1910) o Alfred Robb (1911, que acuñó el nombre de rapidez) utilizaron expresiones similares, que aún se utilizan en los libros de texto modernos.

### Plummer (1910) - Impulso de Lorentz en términos trigonométricos
Henry Crozier Keating Plummer (1910) definió el impulso de Lorentz en términos de funciones trigonométricas
{\displaystyle {\begin{matrix}\tau =t\sec \beta -x\tan \beta /U\\\xi =x\sec \beta -Ut\tan \beta \\\eta =y,\ \zeta =z,\\\hline \sin \beta =v/U\end{matrix}}}

### Ignatowski (1910)
Mientras que las deducciones y formulaciones anteriores de la transformación de Lorentz se basaron desde el principio en la óptica, la electrodinámica o la invariancia de la velocidad de la luz, Vladimir Ignatowski (1910) demostró que es posible utilizar únicamente el principio de relatividad (y los principios de la teoría de grupos relacionados), para deducir la siguiente transformación entre dos marcos inerciales:
{\displaystyle {\begin{aligned}dx'&=p\ dx-pq\ dt\\dt'&=-pqn\ dx+p\ dt\\p&={\frac {1}{\sqrt {1-q^{2}n}}}\end{aligned}}}
La variable n puede verse como una constante espacio-temporal cuyo valor debe determinarse mediante experimentos o tomarse de una ley física conocida como la electrodinámica. Para ello, Ignatowski utilizó el elipsoide de Heaviside antes mencionado, que representa una contracción de campos electrostáticos por x/γ en la dirección del movimiento. Se puede ver que esto solo es consistente con la transformación de Ignatowski cuando n=1/c2, lo que resulta en p=γ y la transformación de Lorentz. Con n=0, no surgen cambios de longitud y se sigue la transformación galileana. El método de Ignatowski fue desarrollado y mejorado por Philipp Frank y Hermann Rothe (1911, 1912), y varios autores desarrollaron métodos similares en los años siguientes.

### Noether (1910), Klein (1910) - Cuaterniones
Felix Klein (1908) describió las multiplicaciones de cuaterniones 4D de Cayley (1854) como "Drehstreckungen" (sustituciones ortogonales en términos de rotaciones que dejan invariante una forma cuadrática hasta un factor), y señaló que el principio moderno de la relatividad proporcionado por Minkowski es esencialmente solo la consiguiente aplicación de tales "Drehstreckungen", aunque no proporcionó detalles.
En un apéndice de la "Teoría de la cima" de Klein y Sommerfeld (1910), Fritz Noether mostró cómo formular rotaciones hiperbólicas utilizando bicuaterniones con {\displaystyle \omega ={\sqrt {-1}}}, que también relacionó con la velocidad de la luz estableciendo ω2=-c2. Concluyó que este es el ingrediente principal para una representación racional del grupo de transformaciones de Lorentz:
{\displaystyle {\begin{matrix}V={\frac {Q_{1}vQ_{2}}{T_{1}T_{2}}}\\\hline X^{2}+Y^{2}+Z^{2}+\omega ^{2}S^{2}=x^{2}+y^{2}+z^{2}+\omega ^{2}s^{2}\\\hline {\begin{aligned}V&=Xi+Yj+Zk+\omega S\\v&=xi+yj+zk+\omega s\\Q_{1}&=(+Ai+Bj+Ck+D)+\omega (A'i+B'j+C'k+D')\\Q_{2}&=(-Ai-Bj-Ck+D)+\omega (A'i+B'j+C'k-D')\\T_{1}T_{2}&=T_{1}^{2}=T_{2}^{2}=A^{2}+B^{2}+C^{2}+D^{2}+\omega ^{2}\left(A^{\prime 2}+B^{\prime 2}+C^{\prime 2}+D^{\prime 2}\right)\end{aligned}}\end{matrix}}}
Además de citar obras estándar relacionadas con los cuaterniones de Arthur Cayley (1854), Noether se refirió a las entradas de la enciclopedia de Klein de Eduard Study (1899) y la versión francesa de Élie Cartan (1908). La versión de Cartan contiene una descripción de los números duales del estudio, los bicuaterniones de Clifford (incluida la elección {\displaystyle \omega ={\sqrt {-1}}} para la geometría hiperbólica) y el álgebra de Clifford, con referencias a Stephanos (1883), Buchheim (1884-85), Vahlen (1901-02) y otros.
Citando a Noether, el propio Klein publicó en agosto de 1910 las siguientes sustituciones de cuaterniones que forman el grupo de transformaciones de Lorentz:
{\displaystyle {\begin{matrix}{\begin{aligned}&\left(i_{1}x'+i_{2}y'+i_{3}z'+ict'\right)\\&\quad -\left(i_{1}x_{0}+i_{2}y_{0}+i_{3}z_{0}+ict_{0}\right)\end{aligned}}={\frac {\left[{\begin{aligned}&\left(i_{1}(A+iA')+i_{2}(B+iB')+i_{3}(C+iC')+i_{4}(D+iD')\right)\\&\quad \cdot \left(i_{1}x+i_{2}y+i_{3}z+ict\right)\\&\quad \quad \cdot \left(i_{1}(A-iA')+i_{2}(B-iB')+i_{3}(C-iC')-(D-iD')\right)\end{aligned}}\right]}{\left(A^{\prime 2}+B^{\prime 2}+C^{\prime 2}+D^{\prime 2}\right)-\left(A^{2}+B^{2}+C^{2}+D^{2}\right)}}\\\hline {\text{where}}\\AA'+BB'+CC'+DD'=0\\A^{2}+B^{2}+C^{2}+D^{2}>A^{\prime 2}+B^{\prime 2}+C^{\prime 2}+D^{\prime 2}\end{matrix}}}
o en marzo de 1911:
{\displaystyle {\begin{matrix}g'={\frac {pg\pi }{M}}\\\hline {\begin{aligned}g&={\sqrt {-1}}ct+ix+jy+kz\\g'&={\sqrt {-1}}ct'+ix'+jy'+kz'\\p&=(D+{\sqrt {-1}}D')+i(A+{\sqrt {-1}}A')+j(B+{\sqrt {-1}}B')+k(C+{\sqrt {-1}}C')\\\pi &=(D-{\sqrt {-1}}D')-i(A-{\sqrt {-1}}A')-j(B-{\sqrt {-1}}B')-k(C-{\sqrt {-1}}C')\\M&=\left(A^{2}+B^{2}+C^{2}+D^{2}\right)-\left(A^{\prime 2}+B^{\prime 2}+C^{\prime 2}+D^{\prime 2}\right)\\&AA'+BB'+CC'+DD'=0\\&A^{2}+B^{2}+C^{2}+D^{2}>A^{\prime 2}+B^{\prime 2}+C^{\prime 2}+D^{\prime 2}\end{aligned}}\end{matrix}}}

### Conway (1911), Silberstein (1911) - Cuaterniones
Arthur W. Conway en febrero de 1911 formuló explícitamente transformaciones cuaterniónicas de Lorentz de varias cantidades electromagnéticas en términos de velocidad λ:
{\displaystyle {\begin{matrix}{\begin{aligned}{\mathtt {D}}&=\mathbf {a} ^{-1}{\mathtt {D}}'\mathbf {a} ^{-1}\\{\mathtt {\sigma }}&=\mathbf {a} {\mathtt {\sigma }}'\mathbf {a} ^{-1}\end{aligned}}\\e=\mathbf {a} ^{-1}e'\mathbf {a} ^{-1}\\\hline a=\left(1-hc^{-1}\lambda \right)^{\frac {1}{2}}\left(1+c^{-2}\lambda ^{2}\right)^{-{\frac {1}{4}}}\end{matrix}}}
También Ludwik Silberstein en noviembre de 1911 así como en 1914, formuló la transformación de Lorentz en términos de velocidad v:
{\displaystyle {\begin{matrix}q'=QqQ\\\hline {\begin{aligned}q&=\mathbf {r} +l=xi+yj+zk+\iota ct\\q&'=\mathbf {r} '+l'=x'i+y'j+z'k+\iota ct'\\Q&={\frac {1}{\sqrt {2}}}\left({\sqrt {1+\gamma }}+\mathrm {u} {\sqrt {1-\gamma }}\right)\\&=\cos \alpha +\mathrm {u} \sin \alpha =e^{\alpha \mathrm {u} }\\&\left\{\gamma =\left(1-v^{2}/c^{2}\right)^{-1/2},\ 2\alpha =\operatorname {arctg} \ \left(\iota {\frac {v}{c}}\right)\right\}\end{aligned}}\end{matrix}}}
Silberstein cita a Cayley (1854, 1855) y la entrada de la enciclopedia de Study (en la versión francesa ampliada de Cartan en 1908), así como el apéndice del libro de Klein y Sommerfeld.

### Ignatowski (1910/11), Herglotz (1911) y otros - Transformación vectorial
Vladimir Ignatowski (1910, publicado en 1911) mostró cómo reformular la transformación de Lorentz para permitir velocidades y coordenadas arbitrarias:
{\displaystyle {\begin{matrix}{\begin{matrix}{\mathfrak {v}}={\frac {{\mathfrak {v}}'+(p-1){\mathfrak {c}}_{0}\cdot {\mathfrak {c}}_{0}{\mathfrak {v}}'+pq{\mathfrak {c}}_{0}}{p\left(1+nq{\mathfrak {c}}_{0}{\mathfrak {v}}'\right)}}&\left|{\begin{aligned}{\mathfrak {A}}'&={\mathfrak {A}}+(p-1){\mathfrak {c}}_{0}\cdot {\mathfrak {c}}_{0}{\mathfrak {A}}-pqb{\mathfrak {c}}_{0}\\b'&=pb-pqn{\mathfrak {A}}{\mathfrak {c}}_{0}\\\\{\mathfrak {A}}&={\mathfrak {A}}'+(p-1){\mathfrak {c}}_{0}\cdot {\mathfrak {c}}_{0}{\mathfrak {A}}'+pqb'{\mathfrak {c}}_{0}\\b&=pb'+pqn{\mathfrak {A}}'{\mathfrak {c}}_{0}\end{aligned}}\right.\end{matrix}}\\\left[{\mathfrak {v}}=\mathbf {u} ,\ {\mathfrak {A}}=\mathbf {x} ,\ b=t,\ {\mathfrak {c}}_{0}={\frac {\mathbf {v} }{v}},\ p=\gamma ,\ n={\frac {1}{c^{2}}}\right]\end{matrix}}}
Gustav Herglotz (1911) también mostró cómo formular la transformación para permitir velocidades y coordenadas arbitrarias v=(vx, vy, vz) y r=' '(x,y,z):
{\displaystyle {\begin{matrix}{\text{original}}&{\text{moderno}}\\\hline \left.{\begin{aligned}x^{0}&=x+\alpha u(ux+vy+wz)-\beta ut\\y^{0}&=y+\alpha v(ux+vy+wz)-\beta vt\\z^{0}&=z+\alpha w(ux+vy+wz)-\beta wt\\t^{0}&=-\beta (ux+vy+wz)+\beta t\\&\alpha ={\frac {1}{{\sqrt {1-s^{2}}}\left(1+{\sqrt {1-s^{2}}}\right)}},\ \beta ={\frac {1}{\sqrt {1-s^{2}}}}\end{aligned}}\right|&{\begin{aligned}x'&=x+\alpha v_{x}\left(v_{x}x+v_{y}y+v_{z}z\right)-\gamma v_{x}t\\y'&=y+\alpha v_{y}\left(v_{x}x+v_{y}y+v_{z}z\right)-\gamma v_{y}t\\z'&=z+\alpha v_{z}\left(v_{x}x+v_{y}y+v_{z}z\right)-\gamma v_{z}t\\t'&=-\gamma \left(v_{x}x+v_{y}y+v_{z}z\right)+\gamma t\\&\alpha ={\frac {\gamma ^{2}}{\gamma +1}},\ \gamma ={\frac {1}{\sqrt {1-v^{2}}}}\end{aligned}}\end{matrix}}}
Esto fue simplificado usando notación vectorial por Ludwik Silberstein (1911 a la izquierda, 1914 a la derecha):
{\displaystyle {\begin{array}{c|c}{\begin{aligned}\mathbf {r} '&=\mathbf {r} +(\gamma -1)(\mathbf {ru} )\mathbf {u} +i\beta \gamma lu\\l'&=\gamma \left[l-i\beta (\mathbf {ru} )\right]\end{aligned}}&{\begin{aligned}\mathbf {r} '&=\mathbf {r} +\left[{\frac {\gamma -1}{v^{2}}}(\mathbf {vr} )-\gamma t\right]\mathbf {v} \\t'&=\gamma \left[t-{\frac {1}{c^{2}}}(\mathbf {vr} )\right]\end{aligned}}\end{array}}}
Wolfgang Pauli (1921) también proporcionó fórmulas equivalentes, y Erwin Madelung (1922) proporcionó la forma matricial
{\displaystyle {\begin{array}{c|c|c|c|c}&x&y&z&t\\\hline x'&1-{\frac {v_{x}^{2}}{v^{2}}}\left(1-{\frac {1}{\sqrt {1-\beta ^{2}}}}\right)&-{\frac {v_{x}v_{y}}{v^{2}}}\left(1-{\frac {1}{\sqrt {1-\beta ^{2}}}}\right)&-{\frac {v_{x}v_{z}}{v^{2}}}\left(1-{\frac {1}{\sqrt {1-\beta ^{2}}}}\right)&{\frac {-v_{x}}{\sqrt {1-\beta ^{2}}}}\\y'&-{\frac {v_{x}v_{y}}{v^{2}}}\left(1-{\frac {1}{\sqrt {1-\beta ^{2}}}}\right)&1-{\frac {v_{y}^{2}}{v^{2}}}\left(1-{\frac {1}{\sqrt {1-\beta ^{2}}}}\right)&-{\frac {v_{y}v_{z}}{v^{2}}}\left(1-{\frac {1}{\sqrt {1-\beta ^{2}}}}\right)&{\frac {-v_{y}}{\sqrt {1-\beta ^{2}}}}\\z'&-{\frac {v_{x}v_{z}}{v^{2}}}\left(1-{\frac {1}{\sqrt {1-\beta ^{2}}}}\right)&-{\frac {v_{y}v_{z}}{v^{2}}}\left(1-{\frac {1}{\sqrt {1-\beta ^{2}}}}\right)&1-{\frac {v_{z}^{2}}{v^{2}}}\left(1-{\frac {1}{\sqrt {1-\beta ^{2}}}}\right)&{\frac {-v_{z}}{\sqrt {1-\beta ^{2}}}}\\t'&{\frac {-v_{x}}{c^{2}{\sqrt {1-\beta ^{2}}}}}&{\frac {-v_{y}}{c^{2}{\sqrt {1-\beta ^{2}}}}}&{\frac {-v_{z}}{c^{2}{\sqrt {1-\beta ^{2}}}}}&{\frac {1}{\sqrt {1-\beta ^{2}}}}\end{array}}}
Estas fórmulas fueron denominadas "transformación general de Lorentz sin rotación" por Christian Møller (1952), quien además dio una transformación de Lorentz aún más general en la que los ejes cartesianos tienen diferentes orientaciones, utilizando un operador de rotación {\displaystyle {\mathfrak {D}}}. En este caso, v′=(v′x, v′y, v′z) no es igual a -v=(-vx, - vy, -vz), pero en su lugar se mantiene la relación {\displaystyle \mathbf {v} '=-{\mathfrak {D}}\mathbf {v} }, con el resultado
{\displaystyle {\begin{array}{c}{\begin{aligned}\mathbf {x} '&={\mathfrak {D}}^{-1}\mathbf {x} -\mathbf {v} '\left\{\left(\gamma -1\right)(\mathbf {x\cdot v} )/v^{2}-\gamma t\right\}\\t'&=\gamma \left(t-(\mathbf {v} \cdot \mathbf {x} )/c^{2}\right)\end{aligned}}\end{array}}}

### Borel (1913-14) - Parámetro de Cayley-Hermite
Émile Borel (1913) comenzó demostrando los movimientos euclídeos utilizando el parámetro de Euler-Rodrigues en tres dimensiones y el parámetro de Cayley (1846) en cuatro dimensiones. Luego demostró la conexión con formas cuadráticas indefinidas que expresan movimientos hiperbólicos y transformaciones de Lorentz. En tres dimensiones:
{\displaystyle {\begin{matrix}x^{2}+y^{2}-z^{2}-1=0\\\hline {\scriptstyle {\begin{aligned}\delta a&=\lambda ^{2}+\mu ^{2}+\nu ^{2}-\rho ^{2},&\delta b&=2(\lambda \mu +\nu \rho ),&\delta c&=-2(\lambda \nu +\mu \rho ),\\\delta a'&=2(\lambda \mu -\nu \rho ),&\delta b'&=-\lambda ^{2}+\mu ^{2}+\nu ^{2}-\rho ^{2},&\delta c'&=2(\lambda \rho -\mu \nu ),\\\delta a''&=2(\lambda \nu -\mu \rho ),&\delta b''&=2(\lambda \rho +\mu \nu ),&\delta c''&=-\left(\lambda ^{2}+\mu ^{2}+\nu ^{2}+\rho ^{2}\right),\end{aligned}}}\\\left(\delta =\lambda ^{2}+\mu ^{2}-\rho ^{2}-\nu ^{2}\right)\\\lambda =\nu =0\rightarrow {\text{Hyperbolic rotation}}\end{matrix}}}
En cuatro dimensiones:
{\displaystyle {\begin{matrix}F=\left(x_{1}-x_{2}\right)^{2}+\left(y_{1}-y_{2}\right)^{2}+\left(z_{1}-z_{2}\right)^{2}-\left(t_{1}-t_{2}\right)^{2}\\\hline {\scriptstyle {\begin{aligned}&\left(\mu ^{2}+\nu ^{2}-\alpha ^{2}\right)\cos \varphi +\left(\lambda ^{2}-\beta ^{2}-\gamma ^{2}\right)\operatorname {ch} {\theta }&&-(\alpha \beta +\lambda \mu )(\cos \varphi -\operatorname {ch} {\theta })-\nu \sin \varphi -\gamma \operatorname {sh} {\theta }\\&-(\alpha \beta +\lambda \mu )(\cos \varphi -\operatorname {ch} {\theta })-\nu \sin \varphi +\gamma \operatorname {sh} {\theta }&&\left(\mu ^{2}+\nu ^{2}-\beta ^{2}\right)\cos \varphi +\left(\mu ^{2}-\alpha ^{2}-\gamma ^{2}\right)\operatorname {ch} {\theta }\\&-(\alpha \gamma +\lambda \nu )(\cos \varphi -\operatorname {ch} {\theta })+\mu \sin \varphi -\beta \operatorname {sh} {\theta }&&-(\beta \mu +\mu \nu )(\cos \varphi -\operatorname {ch} {\theta })+\lambda \sin \varphi +\alpha \operatorname {sh} {\theta }\\&(\gamma \mu -\beta \nu )(\cos \varphi -\operatorname {ch} {\theta })+\alpha \sin \varphi -\lambda \operatorname {sh} {\theta }&&-(\alpha \nu -\lambda \gamma )(\cos \varphi -\operatorname {ch} {\theta })+\beta \sin \varphi -\mu \operatorname {sh} {\theta }\\\\&\quad -(\alpha \gamma +\lambda \nu )(\cos \varphi -\operatorname {ch} {\theta })+\mu \sin \varphi +\beta \operatorname {sh} {\theta }&&\quad (\beta \nu -\mu \nu )(\cos \varphi -\operatorname {ch} {\theta })+\alpha \sin \varphi -\lambda \operatorname {sh} {\theta }\\&\quad -(\beta \mu +\mu \nu )(\cos \varphi -\operatorname {ch} {\theta })-\lambda \sin \varphi -\alpha \operatorname {sh} {\theta }&&\quad (\lambda \gamma -\alpha \nu )(\cos \varphi -\operatorname {ch} {\theta })+\beta \sin \varphi -\mu \operatorname {sh} {\theta }\\&\quad \left(\lambda ^{2}+\mu ^{2}-\gamma ^{2}\right)\cos \varphi +\left(\nu ^{2}-\alpha ^{2}-\beta ^{2}\right)\operatorname {ch} {\theta }&&\quad (\alpha \mu -\beta \lambda )(\cos \varphi -\operatorname {ch} {\theta })+\gamma \sin \varphi -\nu \operatorname {sh} {\theta }\\&\quad (\beta \gamma -\alpha \mu )(\cos \varphi -\operatorname {ch} {\theta })+\gamma \sin \varphi -\nu \operatorname {sh} {\theta }&&\quad -\left(\alpha ^{2}+\beta ^{2}+\gamma ^{2}\right)\cos \varphi +\left(\lambda ^{2}+\mu ^{2}+\nu ^{2}\right)\operatorname {ch} {\theta }\end{aligned}}}\\\left(\alpha ^{2}+\beta ^{2}+\gamma ^{2}-\lambda ^{2}-\mu ^{2}-\nu ^{2}=-1\right)\end{matrix}}}

### Gruner (1921) - Desarrollo trigonométrico de Lorentz
Para simplificar la representación gráfica del espacio de Minkowski, Paul Gruner (1921) (con la ayuda de Josef Sauter) desarrolló lo que ahora se llama diagrama de Minkowski, utilizando las siguientes relaciones:
{\displaystyle {\begin{matrix}v=\alpha \cdot c;\quad \beta ={\frac {1}{\sqrt {1-\alpha ^{2}}}}\\\sin \varphi =\alpha ;\quad \beta ={\frac {1}{\cos \varphi }};\quad \alpha \beta =\tan \varphi \\\hline x'={\frac {x}{\cos \varphi }}-t\cdot \tan \varphi ,\quad t'={\frac {t}{\cos \varphi }}-x\cdot \tan \varphi \end{matrix}}}
En otro artículo, Gruner utilizó las relaciones alternativas:
{\displaystyle {\begin{matrix}\alpha ={\frac {v}{c}};\ \beta ={\frac {1}{\sqrt {1-\alpha ^{2}}}};\\\cos \theta =\alpha ={\frac {v}{c}};\ \sin \theta ={\frac {1}{\beta }};\ \cot \theta =\alpha \cdot \beta \\\hline x'={\frac {x}{\sin \theta }}-t\cdot \cot \theta ,\quad t'={\frac {t}{\sin \theta }}-x\cdot \cot \theta \end{matrix}}}